# Przeznaczenie (singel Eweliny Flinty)
„Przeznaczenie” − trzeci singel z debiutanckiego albumu Eweliny Flinty pod tym samym tytułem. Autorką tekstu do utworu jest Anna Saraniecka, natomiast muzyki Hedstrom, Von Gerber i M. Tysper.

## Teledysk
Teledysk do singla został wydany w październiku 2003 roku. Klip został zrealizowany w warszawskim salonie Harleya Davidsona. Przy okazji premiery klipu została wydana limitowana złota edycja albumu Przeznaczenie, której nabywcy mieli szansę wygrać motocykl Harley Davidson.

## Pozycje na listach
| Notowanie (2003)      | Najwyższa pozycja |
| --------------------- | ----------------- |
| Radio Szczecin (SLiP) | 17                |
| RMF FM (POPlista)     | 9                 |